# Hieracium valdepilosum
Hieracium valdepilosum — вид квіткових рослин з родини айстрових (Asteraceae). Вид зростає в Європі: Австрія, Чехія, Словаччина, Франція, Німеччина, Італія, Польща, Румунія, Швейцарія, Словенія, Боснія і Герцеговина, Чорногорія; це багаторічна рослина помірних біомів.